# Каулько, Иван Демидович
Иван Демидович Каулько (1912—1976) — участник Великой Отечественной войны, начальник артиллерии 198-го гвардейского стрелкового полка 68-й гвардейской стрелковой дивизии 40-й армии Воронежского фронта, гвардии капитан. Герой Советского Союза (1943).

## Биография
Родился 12 октября [24 октября] 1912 года в селе Васильевка, ныне город Запорожской области Украины, в крестьянской семье. Украинец.
Окончил 7 классов в 1932 году и в 1933 году — 1-й курс Запорожского машиностроительного техникума. Работал в колхозе. Потом переехал в город Бийск Алтайского края.
В Красную Армию призван 1 октября 1934 года Бийским горвоенкоматом Алтайского края. После обучения в корпусной школе младших командиров в Киеве с 1934 по 1937 годы, проходит службу в 12-й танковой бригаде в Новгороде в должности сначала механика-водителя, затем командира танка. После прохождения срочной службы Каулько решает продолжить карьеру военного и с 1937 по 1939 годы обучается в артиллерийском училище (сначала в Москве, затем в Тбилиси). После окончания училища он направляется в стрелковую дивизию на Дальнем Востоке в город Благовещенск, на должность командира взвода стрелкового полка. Член ВКП(б)/КПСС с 1941 года.
В боях Великой Отечественной войны с июля 1942 года. Начальник артиллерии гвардии капитан Иван Каулько в ночь на 25 сентября 1943 года в числе первых в дивизии переправил артиллерию на правый берег реки Днепр в районе сёл Балыка и Щучинка (ныне село Балыко-Щучинка Обуховского района Киевской области), обеспечив огнём захват и удержание плацдарма подразделениями.
После войны Каулько продолжал службу в армии. В 1945 году он окончил Высшую офицерскую артиллерийскую школу.
С 1958 года подполковник Каулько И. Д. — в запасе. Жил в городе Шахты Ростовской области. С 1959 по 1963 годы работал директором стадиона «Шахтер», с 1963 по 1969 годы — директором кинотеатра «Родина», с 1970 года — директором кинотеатра «Аврора».
Умер 19 мая 1976 года, похоронен в Шахтах на городском кладбище.

Могила Каулько на Центральном кладбище города Шахты Ростовской области.

## Награды
- Указом Президиума Верховного Совета СССР от 24 декабря 1943 года за образцовое выполнение боевых заданий командования на фронте борьбы с немецко-фашистским захватчиками и проявленные при этом мужество и героизм гвардии капитану Каулько Ивану Демидовичу присвоено звание Героя Советского Союза с вручением ордена Ленина и медали «Золотая Звезда» (№ 2392).
- Награждён также двумя орденами Красного Знамени, орденами Александра Невского, Отечественной войны 2-й степени, двумя орденами Красной Звезды, Октябрьской Революции и медалями.